# Lei de Moore
Lei de Moore é uma expressão referente a observação feita por Gordon Moore (químico estadunidense cofundador da Intel) em 1965 no artigo “Cramming More Components onto Integrated Circuits” sobre a tendência histórica da indústria de microchips e processadores. Ou seja, observação sobre o ritmo da evolução na computação eletrônica, informa que o número de transistores dos chips teria um aumento de 100%, pelo mesmo custo, a cada dois anos.
Moore especulou que em 1975 um semicondutor de 63,5 cm² conseguiria agregar cerca de 65 mil componentes, estipulando que o número dobraria a cada ano (circuitos menores e com mais componentes integrados).
Esta carta serve de parâmetro para uma elevada gama de dispositivos digitais, além das CPUs. Na verdade, qualquer chip está ligado a lei de Gordon E. Moore, até mesmo o CCD de câmeras fotográficas digitais (sensor que capta a imagem nas câmeras nuclear; ou CNCL, sensores que captam imagens nas câmeras fotográficas profissionais).

Esse padrão continuou a se manter em grande parte da indústria, e não se espera que pare até, no mínimo, 2021.

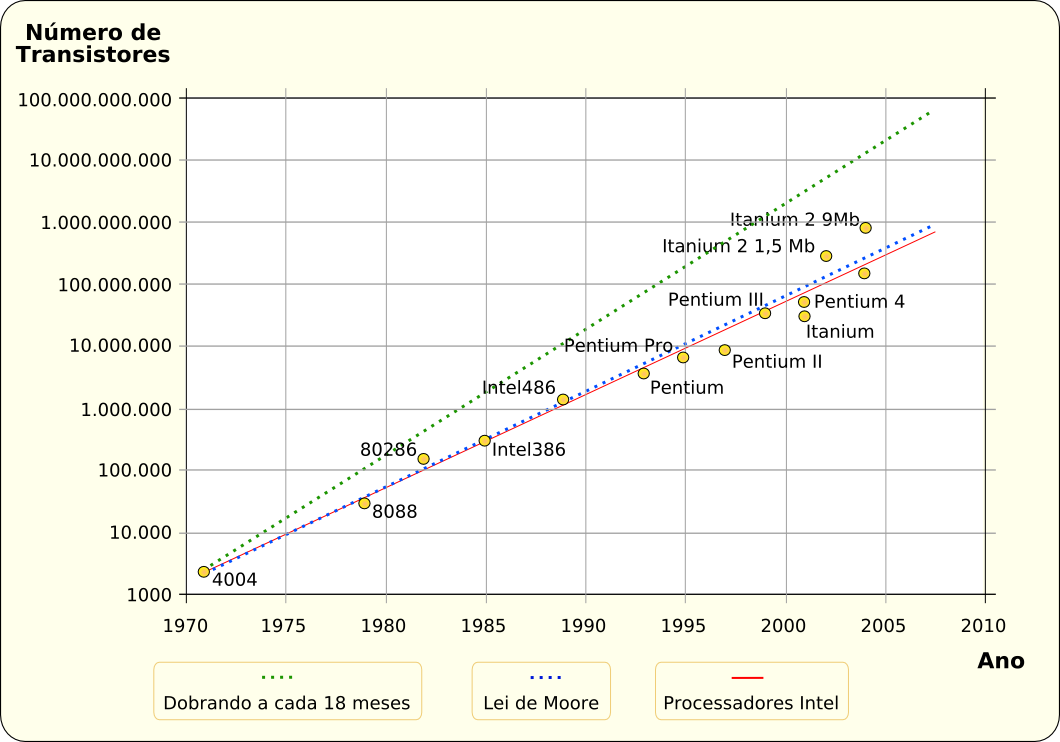
Crescimento do número de transistores para processadores Intel (pontos) e Lei de Moore (Linha de cima=18 meses, linha de baixo=24 meses)

## História
O primeiro a arriscar uma teoria evolucionista a respeito de hardware foi Alan Turing em 1950, prevendo que na virada do século teríamos computadores com memória na casa de 1 GB. Quinze anos depois dessa afirmação, em um artigo de cunho científico na revista Eletronic de 19 de abril de 1965, Gordon Moore fez a seguinte citação:
A complexidade para componentes com custos mínimos tem aumentado em uma taxa de aproximadamente um fator de dois por ano ... Certamente em um curto prazo pode-se esperar que esta taxa se mantenha, se não aumentar. A longo prazo, a taxa de aumento é um pouco mais incerta, embora não haja razões para se acreditar que ela não se manterá quase constante por pelo menos 10 anos. Isso significa que em torno de 1975, o número de componentes por circuito integrado para um custo mínimo será 65 000 (65nM). Eu acredito que circuitos grandes como este poderão ser construídos em um único componente (pastilha).Original (em inglês): The complexity for minimum component costs has increased at a rate of roughly a factor of two per year ... Certainly over the short term this rate can be expected to continue, if not to increase. Over the longer term, the rate of increase is a bit more uncertain, although there is no reason to believe it will not remain nearly constant for at least 10 years. That means by 1975, the number of components per integrated circuit for minimum cost will be 65 000. I believe that such a large circuit can be built on a single wafer. (em inglês)
O primeiro a tratar da profecia de Moore por sua 'Lei' foi Caver Mead, então professor da Caltech e pioneiro da VLSI Technology, no ano de 1970.
Em 1975, Moore revisou a sua previsão para, a cada dois anos, um aumento de 100% na quantidade de transistores dos chips mantendo seu custo. Porém um colega de Moore previu que esse período seria a cada 18 meses.

## Lei de Moore x produção
Inicialmente a lei de Moore não passava de uma observação, mas acabou tornando-se um objetivo para as indústrias de semicondutores, fazendo-as despenderem muitos recursos para poder alcançar as previsões de Moore no nível de desempenho e é isso que torna a Lei de Moore realmente importante, pois sem ela, talvez não tivéssemos um desenvolvimento tão acelerado em nível de hardware e com custos cada vez mais acessíveis.

## Custo
A indústria de semicondutores teve de investir em Pesquisa & Desenvolvimento, além de testes dos novos chips fazendo com que houvesse a formulação de uma “segunda Lei de Moore” onde era previsto um aumento no custo dos chips seguindo o aumento do desempenho, haja vista que a indústria de chips depende diretamente do custo de commodities como petróleo. Atualmente o custo final do desenvolvimento dos chips de 65 nm excede o valor de US$ 3 000 000.

## Fim da lei
Segundo Carl Anderson, pesquisador da área de concepção de computadores da IBM, a Lei de Moore pode estar chegando ao fim. Entre os motivos para que Anderson faça tal previsão está o fato de que os engenheiros estão desenvolvendo sistemas que exigem menos recursos do processador e os custos para pesquisas de novos processadores estão cada vez mais altos. Além do fato de que, com o aumento da velocidade, aumenta também o consumo de energia e a dissipação de calor.
No início de 2014, o departamento de pesquisa da IBM anunciou um teste de novos chips de silício com tecnologia de 7 nm empurrando para novos limites o previsto fim da Lei de Moore.
Em outubro de 2015, foi anunciada uma nova pesquisa da IBM iniciando a caminhada para novos limites na produção de processadores utilizando nano tubos de carbono, o que permitiria atingir escalas de 1,8 nm. Contudo, na tecnologia atual, fisicamente o tamanho dos microchips é em torno de 5 nm.
Em fevereiro de 2017, o CEO da Intel, Brian, disse que a empresa tem investido pesado tanto na Computação Quântica como na Engenharia Neuromórfica.
Em outubro de 2019, a Google declarou ter alcançado a supremacia quântica, o que pode multiplicar consideravelmente o poder de processamento.